# حزب مساواة الأردني
حزب مساواة الأردني حزب سياسي أردني تأسس بتاريخ 10 تشرين الأول 2013. يقود الحزب زهير الشرفاء بموقع الأمين العام للحزب. يُصنف الحزب بأنه حزب وسطي قريب للحكومة. شارك الحزب بالانتخابات البلدية والنيابية (البرلمانية) لكنه لم يفز بأي منها.